# Alwa Wennerlund
Inga Alwa Wennerlund, tidigare Nilsson, född 2 maj 1944 i Höör, är en svensk kristdemokratisk politiker, som mellan 1991 och 1994 var riksdagsledamot för Kristdemokraterna i Malmöhus läns valkrets. Hon var ersättare i kulturutskottet och utrikesutskottet.